# Fridolf Wijnbladh (arkitekt)
Johan Fridolf Wijnbladh, född 24 september 1826 på Väppeby i Östuna socken, död 5 oktober 1872 i Örebro, var en svensk arkitekt.

## Biografi
Fridolf Wijnbladh var son till Olof Johan Wijnbladh och Johanna Maria Wijnbladh, född Collander, samt sonsons son till Carl Wijnbladh, och farbror till Fridolf Wijnbladh.
Wijnbladh var stadsarkitekt i Örebro under åren 1854 och fram till sin död 1872. Han utförde där rådhuset (1859–1863) i engelsk sengotik, på sin tid den ståtligaste byggnaden i sin art i den svenska landsorten, fullbordade teatern i samma stad, lämnade även ritningar till läroverkshuset i Jönköping och till byggnader i bland annat Norrköping och Karlstad.
Fridolf Wijnbladh är begravd på Nikolai kyrkogård i Örebro.

## Byggnadsverk, urval
- Örebro rådhus (1859–1863)
- Örebro Teater (1851–1852), efter ritningar av brodern, löjtnant Hjalmar Wijnbladh
- Stora hotellet, Örebro
- Segelbergska palatset, Örebro (nu rivet)
- Hypoteksföreningens hus, Örebro

## Bilder

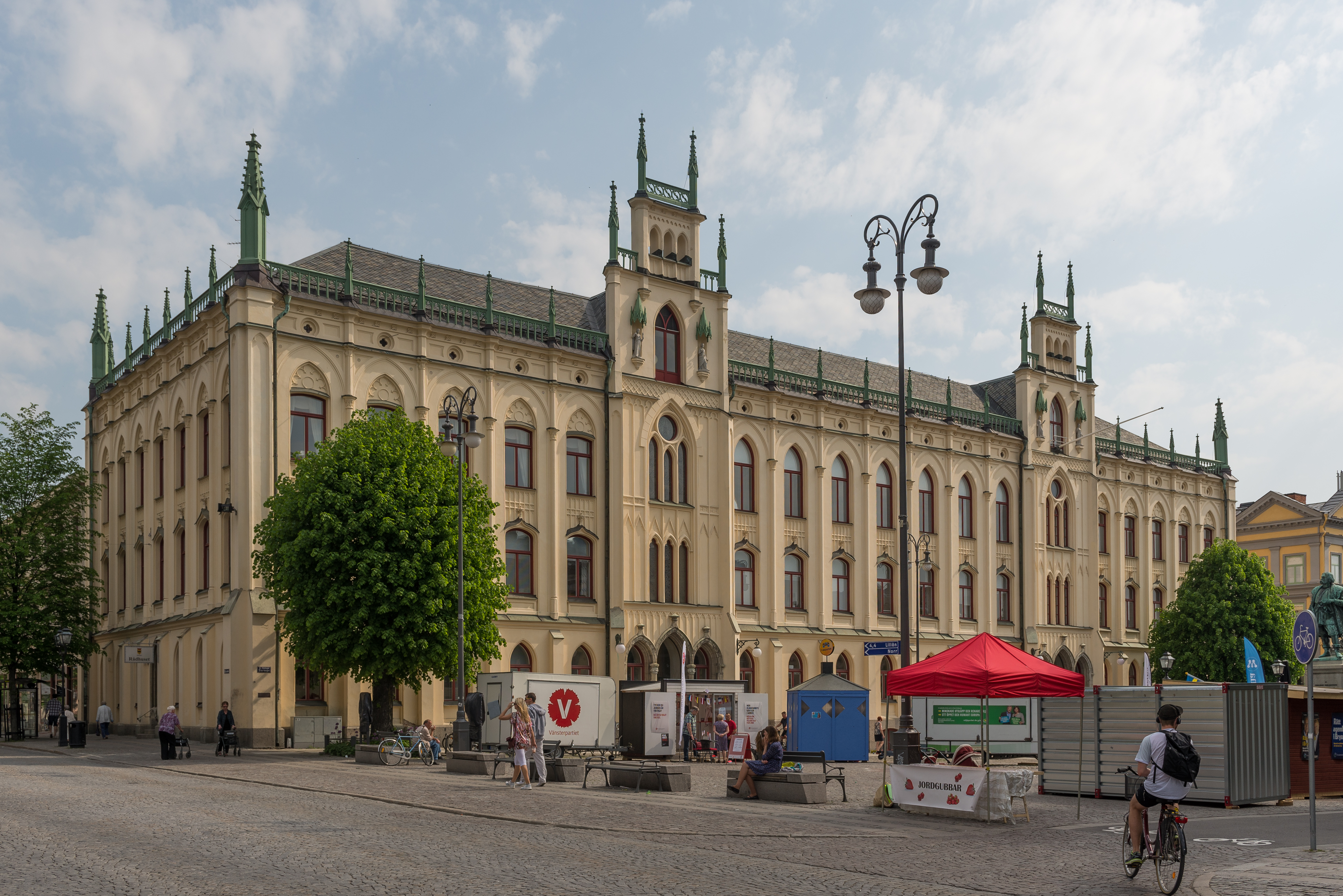
Örebro rådhus'
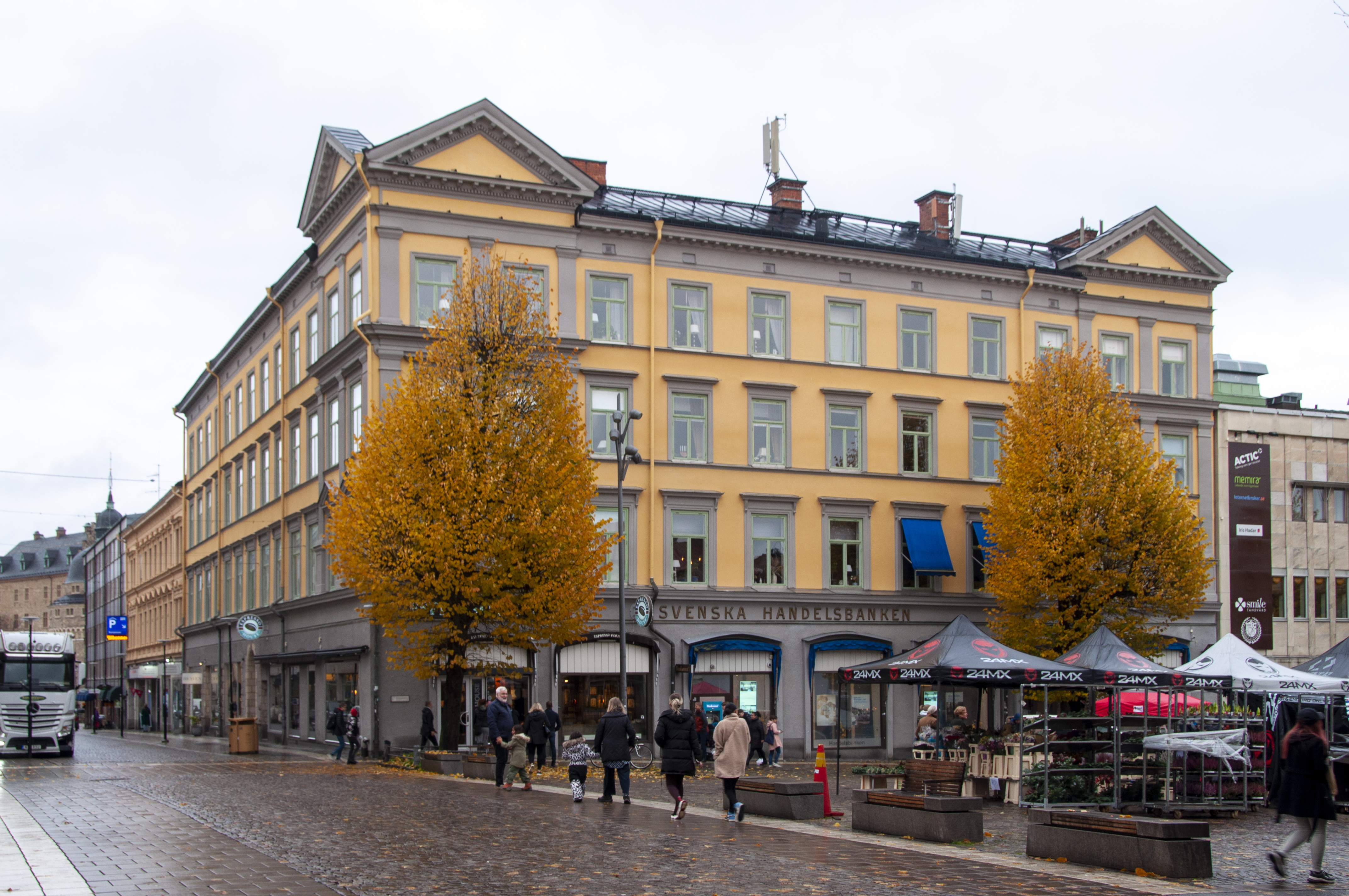
Kitteln 7, Örebro
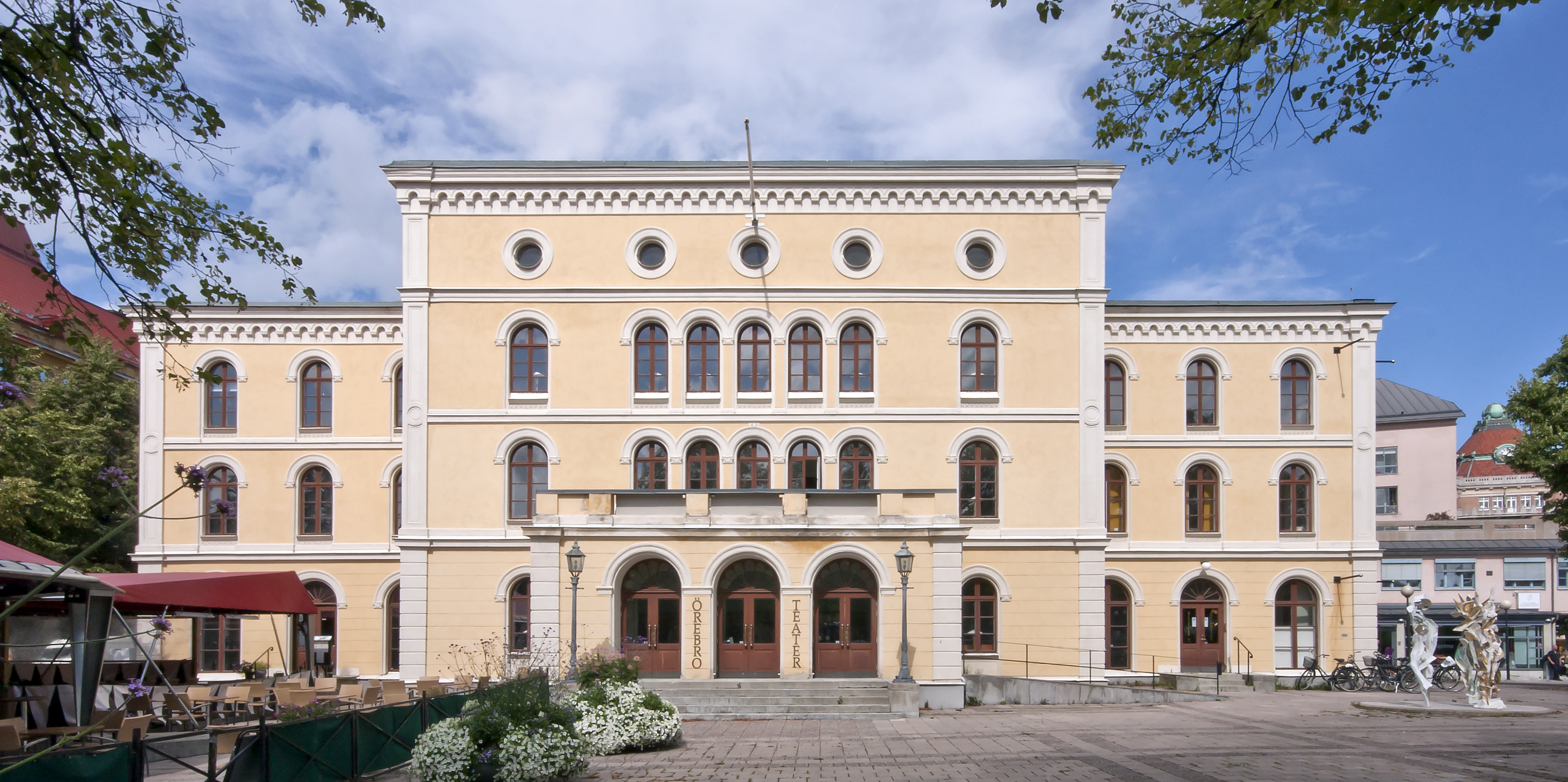
Örebro teater
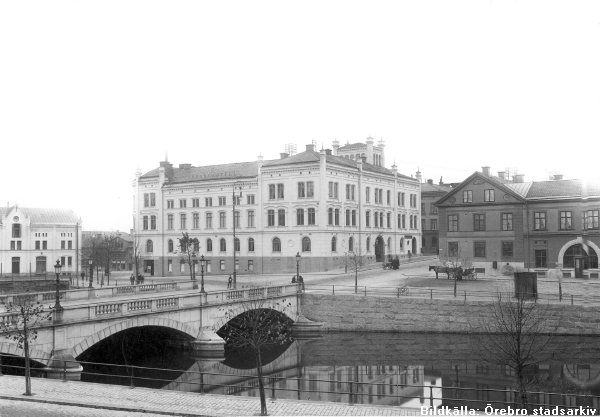
Stora hotellet i Örebro
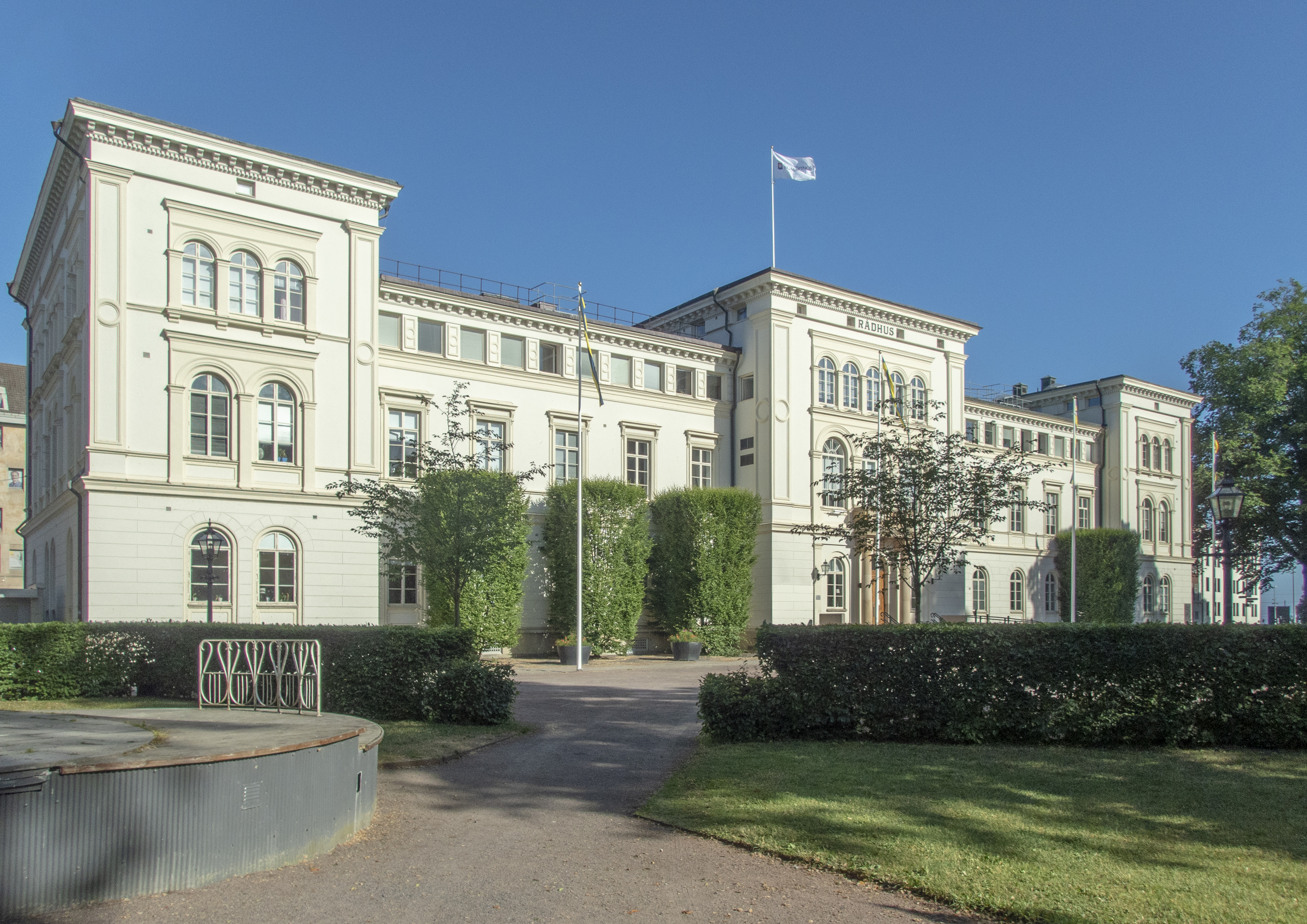
Jönköpings rådhus (tidigare läroverksbyggnad)